# SK Rockaden Stockholm
SK Rockaden est un club d'échecs suédois. Il est basé à Stockholm, capitale de la Suède.

## Histoire
Le SK Rockaden est fondé en 1921 dans le quartier central de Stockholm, Södermalm, où il était basé la majeure partie du temps au cours des 40 premières années de son existence. En 1961, l'association déménage dans le district sud de Högdalen. En 1993, il déménage à nouveau pour aller dans le district sud-ouest de Hägerstensåsen.

## Palmarès

### Palmarès général
Depuis la saison 1972/73, le SK Rockaden joue en première division d'échecs par équipe suédoise (appelée "Division I" jusqu'en 1987, et "Elitserien" depuis). Le club a remporté 26 fois le championnat de Suède par équipe, en 1957, 1958, 1959, 1980, 1982, 1984, 1985, 1986, 1992, 1993, 1994, 1995, 1996, 1997, 1998, 2001, 2004, 2005, 2008, 2009, 2014, 2016, 2021, 2023, 2024 et 2025.
Le SK Rockaden a aussi représenté la Suède à 18 reprises lors de la coupe d'Europe des clubs d'échecs, en 1982, 1984, 1986, 1993, 1994, 1995, 1996, 1997, 1998, 2000, 2001, 2005, 2008, 2014, 2016, 2022, 2023 et 2024. Le club a atteint les demi-finales en 1986 et les quarts de finale en 1993.

### Palmarès des équipes de jeunes
SK Rockaden est le principal club de jeunes depuis le début des années 1980. Le club a remporté 17 fois le championnat de Suède par équipe junior (moins de 20 ans), le Juniorallsvenskan depuis sa première édition en 1987: 1990, 1992-1995, 1997-1998, 2005-2010, 2013, 2016, 2018 et 2022.
Il a également remporté 20 fois le championnat de Suède cadets par équipe Kadettallsvenskan (pour les joueurs jusqu'à 16 ans) depuis sa première tenue en 1987: 1987–1990, 1992, 1994–1998, 2000, 2003–2008, 2012–2013 et 2016. 

## Joueurs célèbres
Selon ses propres informations, SK Rockaden compte plus de 800 membres dont 325 sont inscrits à la Fédération suédoise des échecs (en juin 2015).
Les joueurs célèbres qui jouent ou qui ont joué pour le SK Rockaden Stockholm sont les grands maîtres Ulf Andersson, Lars Karlsson, Erik Blomqvist, Jaan Ehlvest, Vassili Ivantchouk, Eric Lobron, Peter Heine Nielsen, Viktorija Čmilytė-Nielsen, Jon Ludvig Hammer, Arturs Neiksans, Bartosz Soćko, Johan Salomon et Jonas Buhl Bjerre, les maîtres internationaux Jonas Barkhagen, Robert Bator, Roland Ekström, Thomas Engqvist, Christer Hartman, Erik Hedman, Emil Hermansson, Patrik Lyrberg, Anders Olsson, Jung Min Seo, Mats Sjöberg, Hampus Sörensen, Edvin Trost, Richard Wessman et Michael Wiedenkeller ainsi que le grand maître d'échecs par correspondance Dan Olofsson. 